# Eriçó (escacs)
|  | Aquest article tracta sobre escacs. Vegeu-ne altres significats a «eriçó (desambiguació)». |

|   | a | b | c | d | e | f | g | h |   |
| 8 | c8 negres torre · e8 negres torre · g8 negres rei · b7 negres alfil · c7 negres dama · d7 negres cavall · e7 negres alfil · f7 negres peó · g7 negres peó · h7 negres peó · a6 negres peó · b6 negres peó · d6 negres peó · e6 negres peó · f6 negres cavall · c4 blanques peó · e4 blanques peó · a2 blanques peó · b2 blanques peó · f2 blanques peó · g2 blanques peó · h2 blanques peó | c8 negres torre · e8 negres torre · g8 negres rei · b7 negres alfil · c7 negres dama · d7 negres cavall · e7 negres alfil · f7 negres peó · g7 negres peó · h7 negres peó · a6 negres peó · b6 negres peó · d6 negres peó · e6 negres peó · f6 negres cavall · c4 blanques peó · e4 blanques peó · a2 blanques peó · b2 blanques peó · f2 blanques peó · g2 blanques peó · h2 blanques peó | c8 negres torre · e8 negres torre · g8 negres rei · b7 negres alfil · c7 negres dama · d7 negres cavall · e7 negres alfil · f7 negres peó · g7 negres peó · h7 negres peó · a6 negres peó · b6 negres peó · d6 negres peó · e6 negres peó · f6 negres cavall · c4 blanques peó · e4 blanques peó · a2 blanques peó · b2 blanques peó · f2 blanques peó · g2 blanques peó · h2 blanques peó | c8 negres torre · e8 negres torre · g8 negres rei · b7 negres alfil · c7 negres dama · d7 negres cavall · e7 negres alfil · f7 negres peó · g7 negres peó · h7 negres peó · a6 negres peó · b6 negres peó · d6 negres peó · e6 negres peó · f6 negres cavall · c4 blanques peó · e4 blanques peó · a2 blanques peó · b2 blanques peó · f2 blanques peó · g2 blanques peó · h2 blanques peó | c8 negres torre · e8 negres torre · g8 negres rei · b7 negres alfil · c7 negres dama · d7 negres cavall · e7 negres alfil · f7 negres peó · g7 negres peó · h7 negres peó · a6 negres peó · b6 negres peó · d6 negres peó · e6 negres peó · f6 negres cavall · c4 blanques peó · e4 blanques peó · a2 blanques peó · b2 blanques peó · f2 blanques peó · g2 blanques peó · h2 blanques peó | c8 negres torre · e8 negres torre · g8 negres rei · b7 negres alfil · c7 negres dama · d7 negres cavall · e7 negres alfil · f7 negres peó · g7 negres peó · h7 negres peó · a6 negres peó · b6 negres peó · d6 negres peó · e6 negres peó · f6 negres cavall · c4 blanques peó · e4 blanques peó · a2 blanques peó · b2 blanques peó · f2 blanques peó · g2 blanques peó · h2 blanques peó | c8 negres torre · e8 negres torre · g8 negres rei · b7 negres alfil · c7 negres dama · d7 negres cavall · e7 negres alfil · f7 negres peó · g7 negres peó · h7 negres peó · a6 negres peó · b6 negres peó · d6 negres peó · e6 negres peó · f6 negres cavall · c4 blanques peó · e4 blanques peó · a2 blanques peó · b2 blanques peó · f2 blanques peó · g2 blanques peó · h2 blanques peó | c8 negres torre · e8 negres torre · g8 negres rei · b7 negres alfil · c7 negres dama · d7 negres cavall · e7 negres alfil · f7 negres peó · g7 negres peó · h7 negres peó · a6 negres peó · b6 negres peó · d6 negres peó · e6 negres peó · f6 negres cavall · c4 blanques peó · e4 blanques peó · a2 blanques peó · b2 blanques peó · f2 blanques peó · g2 blanques peó · h2 blanques peó | 8 |
| 7 | c8 negres torre · e8 negres torre · g8 negres rei · b7 negres alfil · c7 negres dama · d7 negres cavall · e7 negres alfil · f7 negres peó · g7 negres peó · h7 negres peó · a6 negres peó · b6 negres peó · d6 negres peó · e6 negres peó · f6 negres cavall · c4 blanques peó · e4 blanques peó · a2 blanques peó · b2 blanques peó · f2 blanques peó · g2 blanques peó · h2 blanques peó | c8 negres torre · e8 negres torre · g8 negres rei · b7 negres alfil · c7 negres dama · d7 negres cavall · e7 negres alfil · f7 negres peó · g7 negres peó · h7 negres peó · a6 negres peó · b6 negres peó · d6 negres peó · e6 negres peó · f6 negres cavall · c4 blanques peó · e4 blanques peó · a2 blanques peó · b2 blanques peó · f2 blanques peó · g2 blanques peó · h2 blanques peó | c8 negres torre · e8 negres torre · g8 negres rei · b7 negres alfil · c7 negres dama · d7 negres cavall · e7 negres alfil · f7 negres peó · g7 negres peó · h7 negres peó · a6 negres peó · b6 negres peó · d6 negres peó · e6 negres peó · f6 negres cavall · c4 blanques peó · e4 blanques peó · a2 blanques peó · b2 blanques peó · f2 blanques peó · g2 blanques peó · h2 blanques peó | c8 negres torre · e8 negres torre · g8 negres rei · b7 negres alfil · c7 negres dama · d7 negres cavall · e7 negres alfil · f7 negres peó · g7 negres peó · h7 negres peó · a6 negres peó · b6 negres peó · d6 negres peó · e6 negres peó · f6 negres cavall · c4 blanques peó · e4 blanques peó · a2 blanques peó · b2 blanques peó · f2 blanques peó · g2 blanques peó · h2 blanques peó | c8 negres torre · e8 negres torre · g8 negres rei · b7 negres alfil · c7 negres dama · d7 negres cavall · e7 negres alfil · f7 negres peó · g7 negres peó · h7 negres peó · a6 negres peó · b6 negres peó · d6 negres peó · e6 negres peó · f6 negres cavall · c4 blanques peó · e4 blanques peó · a2 blanques peó · b2 blanques peó · f2 blanques peó · g2 blanques peó · h2 blanques peó | c8 negres torre · e8 negres torre · g8 negres rei · b7 negres alfil · c7 negres dama · d7 negres cavall · e7 negres alfil · f7 negres peó · g7 negres peó · h7 negres peó · a6 negres peó · b6 negres peó · d6 negres peó · e6 negres peó · f6 negres cavall · c4 blanques peó · e4 blanques peó · a2 blanques peó · b2 blanques peó · f2 blanques peó · g2 blanques peó · h2 blanques peó | c8 negres torre · e8 negres torre · g8 negres rei · b7 negres alfil · c7 negres dama · d7 negres cavall · e7 negres alfil · f7 negres peó · g7 negres peó · h7 negres peó · a6 negres peó · b6 negres peó · d6 negres peó · e6 negres peó · f6 negres cavall · c4 blanques peó · e4 blanques peó · a2 blanques peó · b2 blanques peó · f2 blanques peó · g2 blanques peó · h2 blanques peó | c8 negres torre · e8 negres torre · g8 negres rei · b7 negres alfil · c7 negres dama · d7 negres cavall · e7 negres alfil · f7 negres peó · g7 negres peó · h7 negres peó · a6 negres peó · b6 negres peó · d6 negres peó · e6 negres peó · f6 negres cavall · c4 blanques peó · e4 blanques peó · a2 blanques peó · b2 blanques peó · f2 blanques peó · g2 blanques peó · h2 blanques peó | 7 |
| 6 | c8 negres torre · e8 negres torre · g8 negres rei · b7 negres alfil · c7 negres dama · d7 negres cavall · e7 negres alfil · f7 negres peó · g7 negres peó · h7 negres peó · a6 negres peó · b6 negres peó · d6 negres peó · e6 negres peó · f6 negres cavall · c4 blanques peó · e4 blanques peó · a2 blanques peó · b2 blanques peó · f2 blanques peó · g2 blanques peó · h2 blanques peó | c8 negres torre · e8 negres torre · g8 negres rei · b7 negres alfil · c7 negres dama · d7 negres cavall · e7 negres alfil · f7 negres peó · g7 negres peó · h7 negres peó · a6 negres peó · b6 negres peó · d6 negres peó · e6 negres peó · f6 negres cavall · c4 blanques peó · e4 blanques peó · a2 blanques peó · b2 blanques peó · f2 blanques peó · g2 blanques peó · h2 blanques peó | c8 negres torre · e8 negres torre · g8 negres rei · b7 negres alfil · c7 negres dama · d7 negres cavall · e7 negres alfil · f7 negres peó · g7 negres peó · h7 negres peó · a6 negres peó · b6 negres peó · d6 negres peó · e6 negres peó · f6 negres cavall · c4 blanques peó · e4 blanques peó · a2 blanques peó · b2 blanques peó · f2 blanques peó · g2 blanques peó · h2 blanques peó | c8 negres torre · e8 negres torre · g8 negres rei · b7 negres alfil · c7 negres dama · d7 negres cavall · e7 negres alfil · f7 negres peó · g7 negres peó · h7 negres peó · a6 negres peó · b6 negres peó · d6 negres peó · e6 negres peó · f6 negres cavall · c4 blanques peó · e4 blanques peó · a2 blanques peó · b2 blanques peó · f2 blanques peó · g2 blanques peó · h2 blanques peó | c8 negres torre · e8 negres torre · g8 negres rei · b7 negres alfil · c7 negres dama · d7 negres cavall · e7 negres alfil · f7 negres peó · g7 negres peó · h7 negres peó · a6 negres peó · b6 negres peó · d6 negres peó · e6 negres peó · f6 negres cavall · c4 blanques peó · e4 blanques peó · a2 blanques peó · b2 blanques peó · f2 blanques peó · g2 blanques peó · h2 blanques peó | c8 negres torre · e8 negres torre · g8 negres rei · b7 negres alfil · c7 negres dama · d7 negres cavall · e7 negres alfil · f7 negres peó · g7 negres peó · h7 negres peó · a6 negres peó · b6 negres peó · d6 negres peó · e6 negres peó · f6 negres cavall · c4 blanques peó · e4 blanques peó · a2 blanques peó · b2 blanques peó · f2 blanques peó · g2 blanques peó · h2 blanques peó | c8 negres torre · e8 negres torre · g8 negres rei · b7 negres alfil · c7 negres dama · d7 negres cavall · e7 negres alfil · f7 negres peó · g7 negres peó · h7 negres peó · a6 negres peó · b6 negres peó · d6 negres peó · e6 negres peó · f6 negres cavall · c4 blanques peó · e4 blanques peó · a2 blanques peó · b2 blanques peó · f2 blanques peó · g2 blanques peó · h2 blanques peó | c8 negres torre · e8 negres torre · g8 negres rei · b7 negres alfil · c7 negres dama · d7 negres cavall · e7 negres alfil · f7 negres peó · g7 negres peó · h7 negres peó · a6 negres peó · b6 negres peó · d6 negres peó · e6 negres peó · f6 negres cavall · c4 blanques peó · e4 blanques peó · a2 blanques peó · b2 blanques peó · f2 blanques peó · g2 blanques peó · h2 blanques peó | 6 |
| 5 | c8 negres torre · e8 negres torre · g8 negres rei · b7 negres alfil · c7 negres dama · d7 negres cavall · e7 negres alfil · f7 negres peó · g7 negres peó · h7 negres peó · a6 negres peó · b6 negres peó · d6 negres peó · e6 negres peó · f6 negres cavall · c4 blanques peó · e4 blanques peó · a2 blanques peó · b2 blanques peó · f2 blanques peó · g2 blanques peó · h2 blanques peó | c8 negres torre · e8 negres torre · g8 negres rei · b7 negres alfil · c7 negres dama · d7 negres cavall · e7 negres alfil · f7 negres peó · g7 negres peó · h7 negres peó · a6 negres peó · b6 negres peó · d6 negres peó · e6 negres peó · f6 negres cavall · c4 blanques peó · e4 blanques peó · a2 blanques peó · b2 blanques peó · f2 blanques peó · g2 blanques peó · h2 blanques peó | c8 negres torre · e8 negres torre · g8 negres rei · b7 negres alfil · c7 negres dama · d7 negres cavall · e7 negres alfil · f7 negres peó · g7 negres peó · h7 negres peó · a6 negres peó · b6 negres peó · d6 negres peó · e6 negres peó · f6 negres cavall · c4 blanques peó · e4 blanques peó · a2 blanques peó · b2 blanques peó · f2 blanques peó · g2 blanques peó · h2 blanques peó | c8 negres torre · e8 negres torre · g8 negres rei · b7 negres alfil · c7 negres dama · d7 negres cavall · e7 negres alfil · f7 negres peó · g7 negres peó · h7 negres peó · a6 negres peó · b6 negres peó · d6 negres peó · e6 negres peó · f6 negres cavall · c4 blanques peó · e4 blanques peó · a2 blanques peó · b2 blanques peó · f2 blanques peó · g2 blanques peó · h2 blanques peó | c8 negres torre · e8 negres torre · g8 negres rei · b7 negres alfil · c7 negres dama · d7 negres cavall · e7 negres alfil · f7 negres peó · g7 negres peó · h7 negres peó · a6 negres peó · b6 negres peó · d6 negres peó · e6 negres peó · f6 negres cavall · c4 blanques peó · e4 blanques peó · a2 blanques peó · b2 blanques peó · f2 blanques peó · g2 blanques peó · h2 blanques peó | c8 negres torre · e8 negres torre · g8 negres rei · b7 negres alfil · c7 negres dama · d7 negres cavall · e7 negres alfil · f7 negres peó · g7 negres peó · h7 negres peó · a6 negres peó · b6 negres peó · d6 negres peó · e6 negres peó · f6 negres cavall · c4 blanques peó · e4 blanques peó · a2 blanques peó · b2 blanques peó · f2 blanques peó · g2 blanques peó · h2 blanques peó | c8 negres torre · e8 negres torre · g8 negres rei · b7 negres alfil · c7 negres dama · d7 negres cavall · e7 negres alfil · f7 negres peó · g7 negres peó · h7 negres peó · a6 negres peó · b6 negres peó · d6 negres peó · e6 negres peó · f6 negres cavall · c4 blanques peó · e4 blanques peó · a2 blanques peó · b2 blanques peó · f2 blanques peó · g2 blanques peó · h2 blanques peó | c8 negres torre · e8 negres torre · g8 negres rei · b7 negres alfil · c7 negres dama · d7 negres cavall · e7 negres alfil · f7 negres peó · g7 negres peó · h7 negres peó · a6 negres peó · b6 negres peó · d6 negres peó · e6 negres peó · f6 negres cavall · c4 blanques peó · e4 blanques peó · a2 blanques peó · b2 blanques peó · f2 blanques peó · g2 blanques peó · h2 blanques peó | 5 |
| 4 | c8 negres torre · e8 negres torre · g8 negres rei · b7 negres alfil · c7 negres dama · d7 negres cavall · e7 negres alfil · f7 negres peó · g7 negres peó · h7 negres peó · a6 negres peó · b6 negres peó · d6 negres peó · e6 negres peó · f6 negres cavall · c4 blanques peó · e4 blanques peó · a2 blanques peó · b2 blanques peó · f2 blanques peó · g2 blanques peó · h2 blanques peó | c8 negres torre · e8 negres torre · g8 negres rei · b7 negres alfil · c7 negres dama · d7 negres cavall · e7 negres alfil · f7 negres peó · g7 negres peó · h7 negres peó · a6 negres peó · b6 negres peó · d6 negres peó · e6 negres peó · f6 negres cavall · c4 blanques peó · e4 blanques peó · a2 blanques peó · b2 blanques peó · f2 blanques peó · g2 blanques peó · h2 blanques peó | c8 negres torre · e8 negres torre · g8 negres rei · b7 negres alfil · c7 negres dama · d7 negres cavall · e7 negres alfil · f7 negres peó · g7 negres peó · h7 negres peó · a6 negres peó · b6 negres peó · d6 negres peó · e6 negres peó · f6 negres cavall · c4 blanques peó · e4 blanques peó · a2 blanques peó · b2 blanques peó · f2 blanques peó · g2 blanques peó · h2 blanques peó | c8 negres torre · e8 negres torre · g8 negres rei · b7 negres alfil · c7 negres dama · d7 negres cavall · e7 negres alfil · f7 negres peó · g7 negres peó · h7 negres peó · a6 negres peó · b6 negres peó · d6 negres peó · e6 negres peó · f6 negres cavall · c4 blanques peó · e4 blanques peó · a2 blanques peó · b2 blanques peó · f2 blanques peó · g2 blanques peó · h2 blanques peó | c8 negres torre · e8 negres torre · g8 negres rei · b7 negres alfil · c7 negres dama · d7 negres cavall · e7 negres alfil · f7 negres peó · g7 negres peó · h7 negres peó · a6 negres peó · b6 negres peó · d6 negres peó · e6 negres peó · f6 negres cavall · c4 blanques peó · e4 blanques peó · a2 blanques peó · b2 blanques peó · f2 blanques peó · g2 blanques peó · h2 blanques peó | c8 negres torre · e8 negres torre · g8 negres rei · b7 negres alfil · c7 negres dama · d7 negres cavall · e7 negres alfil · f7 negres peó · g7 negres peó · h7 negres peó · a6 negres peó · b6 negres peó · d6 negres peó · e6 negres peó · f6 negres cavall · c4 blanques peó · e4 blanques peó · a2 blanques peó · b2 blanques peó · f2 blanques peó · g2 blanques peó · h2 blanques peó | c8 negres torre · e8 negres torre · g8 negres rei · b7 negres alfil · c7 negres dama · d7 negres cavall · e7 negres alfil · f7 negres peó · g7 negres peó · h7 negres peó · a6 negres peó · b6 negres peó · d6 negres peó · e6 negres peó · f6 negres cavall · c4 blanques peó · e4 blanques peó · a2 blanques peó · b2 blanques peó · f2 blanques peó · g2 blanques peó · h2 blanques peó | c8 negres torre · e8 negres torre · g8 negres rei · b7 negres alfil · c7 negres dama · d7 negres cavall · e7 negres alfil · f7 negres peó · g7 negres peó · h7 negres peó · a6 negres peó · b6 negres peó · d6 negres peó · e6 negres peó · f6 negres cavall · c4 blanques peó · e4 blanques peó · a2 blanques peó · b2 blanques peó · f2 blanques peó · g2 blanques peó · h2 blanques peó | 4 |
| 3 | c8 negres torre · e8 negres torre · g8 negres rei · b7 negres alfil · c7 negres dama · d7 negres cavall · e7 negres alfil · f7 negres peó · g7 negres peó · h7 negres peó · a6 negres peó · b6 negres peó · d6 negres peó · e6 negres peó · f6 negres cavall · c4 blanques peó · e4 blanques peó · a2 blanques peó · b2 blanques peó · f2 blanques peó · g2 blanques peó · h2 blanques peó | c8 negres torre · e8 negres torre · g8 negres rei · b7 negres alfil · c7 negres dama · d7 negres cavall · e7 negres alfil · f7 negres peó · g7 negres peó · h7 negres peó · a6 negres peó · b6 negres peó · d6 negres peó · e6 negres peó · f6 negres cavall · c4 blanques peó · e4 blanques peó · a2 blanques peó · b2 blanques peó · f2 blanques peó · g2 blanques peó · h2 blanques peó | c8 negres torre · e8 negres torre · g8 negres rei · b7 negres alfil · c7 negres dama · d7 negres cavall · e7 negres alfil · f7 negres peó · g7 negres peó · h7 negres peó · a6 negres peó · b6 negres peó · d6 negres peó · e6 negres peó · f6 negres cavall · c4 blanques peó · e4 blanques peó · a2 blanques peó · b2 blanques peó · f2 blanques peó · g2 blanques peó · h2 blanques peó | c8 negres torre · e8 negres torre · g8 negres rei · b7 negres alfil · c7 negres dama · d7 negres cavall · e7 negres alfil · f7 negres peó · g7 negres peó · h7 negres peó · a6 negres peó · b6 negres peó · d6 negres peó · e6 negres peó · f6 negres cavall · c4 blanques peó · e4 blanques peó · a2 blanques peó · b2 blanques peó · f2 blanques peó · g2 blanques peó · h2 blanques peó | c8 negres torre · e8 negres torre · g8 negres rei · b7 negres alfil · c7 negres dama · d7 negres cavall · e7 negres alfil · f7 negres peó · g7 negres peó · h7 negres peó · a6 negres peó · b6 negres peó · d6 negres peó · e6 negres peó · f6 negres cavall · c4 blanques peó · e4 blanques peó · a2 blanques peó · b2 blanques peó · f2 blanques peó · g2 blanques peó · h2 blanques peó | c8 negres torre · e8 negres torre · g8 negres rei · b7 negres alfil · c7 negres dama · d7 negres cavall · e7 negres alfil · f7 negres peó · g7 negres peó · h7 negres peó · a6 negres peó · b6 negres peó · d6 negres peó · e6 negres peó · f6 negres cavall · c4 blanques peó · e4 blanques peó · a2 blanques peó · b2 blanques peó · f2 blanques peó · g2 blanques peó · h2 blanques peó | c8 negres torre · e8 negres torre · g8 negres rei · b7 negres alfil · c7 negres dama · d7 negres cavall · e7 negres alfil · f7 negres peó · g7 negres peó · h7 negres peó · a6 negres peó · b6 negres peó · d6 negres peó · e6 negres peó · f6 negres cavall · c4 blanques peó · e4 blanques peó · a2 blanques peó · b2 blanques peó · f2 blanques peó · g2 blanques peó · h2 blanques peó | c8 negres torre · e8 negres torre · g8 negres rei · b7 negres alfil · c7 negres dama · d7 negres cavall · e7 negres alfil · f7 negres peó · g7 negres peó · h7 negres peó · a6 negres peó · b6 negres peó · d6 negres peó · e6 negres peó · f6 negres cavall · c4 blanques peó · e4 blanques peó · a2 blanques peó · b2 blanques peó · f2 blanques peó · g2 blanques peó · h2 blanques peó | 3 |
| 2 | c8 negres torre · e8 negres torre · g8 negres rei · b7 negres alfil · c7 negres dama · d7 negres cavall · e7 negres alfil · f7 negres peó · g7 negres peó · h7 negres peó · a6 negres peó · b6 negres peó · d6 negres peó · e6 negres peó · f6 negres cavall · c4 blanques peó · e4 blanques peó · a2 blanques peó · b2 blanques peó · f2 blanques peó · g2 blanques peó · h2 blanques peó | c8 negres torre · e8 negres torre · g8 negres rei · b7 negres alfil · c7 negres dama · d7 negres cavall · e7 negres alfil · f7 negres peó · g7 negres peó · h7 negres peó · a6 negres peó · b6 negres peó · d6 negres peó · e6 negres peó · f6 negres cavall · c4 blanques peó · e4 blanques peó · a2 blanques peó · b2 blanques peó · f2 blanques peó · g2 blanques peó · h2 blanques peó | c8 negres torre · e8 negres torre · g8 negres rei · b7 negres alfil · c7 negres dama · d7 negres cavall · e7 negres alfil · f7 negres peó · g7 negres peó · h7 negres peó · a6 negres peó · b6 negres peó · d6 negres peó · e6 negres peó · f6 negres cavall · c4 blanques peó · e4 blanques peó · a2 blanques peó · b2 blanques peó · f2 blanques peó · g2 blanques peó · h2 blanques peó | c8 negres torre · e8 negres torre · g8 negres rei · b7 negres alfil · c7 negres dama · d7 negres cavall · e7 negres alfil · f7 negres peó · g7 negres peó · h7 negres peó · a6 negres peó · b6 negres peó · d6 negres peó · e6 negres peó · f6 negres cavall · c4 blanques peó · e4 blanques peó · a2 blanques peó · b2 blanques peó · f2 blanques peó · g2 blanques peó · h2 blanques peó | c8 negres torre · e8 negres torre · g8 negres rei · b7 negres alfil · c7 negres dama · d7 negres cavall · e7 negres alfil · f7 negres peó · g7 negres peó · h7 negres peó · a6 negres peó · b6 negres peó · d6 negres peó · e6 negres peó · f6 negres cavall · c4 blanques peó · e4 blanques peó · a2 blanques peó · b2 blanques peó · f2 blanques peó · g2 blanques peó · h2 blanques peó | c8 negres torre · e8 negres torre · g8 negres rei · b7 negres alfil · c7 negres dama · d7 negres cavall · e7 negres alfil · f7 negres peó · g7 negres peó · h7 negres peó · a6 negres peó · b6 negres peó · d6 negres peó · e6 negres peó · f6 negres cavall · c4 blanques peó · e4 blanques peó · a2 blanques peó · b2 blanques peó · f2 blanques peó · g2 blanques peó · h2 blanques peó | c8 negres torre · e8 negres torre · g8 negres rei · b7 negres alfil · c7 negres dama · d7 negres cavall · e7 negres alfil · f7 negres peó · g7 negres peó · h7 negres peó · a6 negres peó · b6 negres peó · d6 negres peó · e6 negres peó · f6 negres cavall · c4 blanques peó · e4 blanques peó · a2 blanques peó · b2 blanques peó · f2 blanques peó · g2 blanques peó · h2 blanques peó | c8 negres torre · e8 negres torre · g8 negres rei · b7 negres alfil · c7 negres dama · d7 negres cavall · e7 negres alfil · f7 negres peó · g7 negres peó · h7 negres peó · a6 negres peó · b6 negres peó · d6 negres peó · e6 negres peó · f6 negres cavall · c4 blanques peó · e4 blanques peó · a2 blanques peó · b2 blanques peó · f2 blanques peó · g2 blanques peó · h2 blanques peó | 2 |
| 1 | c8 negres torre · e8 negres torre · g8 negres rei · b7 negres alfil · c7 negres dama · d7 negres cavall · e7 negres alfil · f7 negres peó · g7 negres peó · h7 negres peó · a6 negres peó · b6 negres peó · d6 negres peó · e6 negres peó · f6 negres cavall · c4 blanques peó · e4 blanques peó · a2 blanques peó · b2 blanques peó · f2 blanques peó · g2 blanques peó · h2 blanques peó | c8 negres torre · e8 negres torre · g8 negres rei · b7 negres alfil · c7 negres dama · d7 negres cavall · e7 negres alfil · f7 negres peó · g7 negres peó · h7 negres peó · a6 negres peó · b6 negres peó · d6 negres peó · e6 negres peó · f6 negres cavall · c4 blanques peó · e4 blanques peó · a2 blanques peó · b2 blanques peó · f2 blanques peó · g2 blanques peó · h2 blanques peó | c8 negres torre · e8 negres torre · g8 negres rei · b7 negres alfil · c7 negres dama · d7 negres cavall · e7 negres alfil · f7 negres peó · g7 negres peó · h7 negres peó · a6 negres peó · b6 negres peó · d6 negres peó · e6 negres peó · f6 negres cavall · c4 blanques peó · e4 blanques peó · a2 blanques peó · b2 blanques peó · f2 blanques peó · g2 blanques peó · h2 blanques peó | c8 negres torre · e8 negres torre · g8 negres rei · b7 negres alfil · c7 negres dama · d7 negres cavall · e7 negres alfil · f7 negres peó · g7 negres peó · h7 negres peó · a6 negres peó · b6 negres peó · d6 negres peó · e6 negres peó · f6 negres cavall · c4 blanques peó · e4 blanques peó · a2 blanques peó · b2 blanques peó · f2 blanques peó · g2 blanques peó · h2 blanques peó | c8 negres torre · e8 negres torre · g8 negres rei · b7 negres alfil · c7 negres dama · d7 negres cavall · e7 negres alfil · f7 negres peó · g7 negres peó · h7 negres peó · a6 negres peó · b6 negres peó · d6 negres peó · e6 negres peó · f6 negres cavall · c4 blanques peó · e4 blanques peó · a2 blanques peó · b2 blanques peó · f2 blanques peó · g2 blanques peó · h2 blanques peó | c8 negres torre · e8 negres torre · g8 negres rei · b7 negres alfil · c7 negres dama · d7 negres cavall · e7 negres alfil · f7 negres peó · g7 negres peó · h7 negres peó · a6 negres peó · b6 negres peó · d6 negres peó · e6 negres peó · f6 negres cavall · c4 blanques peó · e4 blanques peó · a2 blanques peó · b2 blanques peó · f2 blanques peó · g2 blanques peó · h2 blanques peó | c8 negres torre · e8 negres torre · g8 negres rei · b7 negres alfil · c7 negres dama · d7 negres cavall · e7 negres alfil · f7 negres peó · g7 negres peó · h7 negres peó · a6 negres peó · b6 negres peó · d6 negres peó · e6 negres peó · f6 negres cavall · c4 blanques peó · e4 blanques peó · a2 blanques peó · b2 blanques peó · f2 blanques peó · g2 blanques peó · h2 blanques peó | c8 negres torre · e8 negres torre · g8 negres rei · b7 negres alfil · c7 negres dama · d7 negres cavall · e7 negres alfil · f7 negres peó · g7 negres peó · h7 negres peó · a6 negres peó · b6 negres peó · d6 negres peó · e6 negres peó · f6 negres cavall · c4 blanques peó · e4 blanques peó · a2 blanques peó · b2 blanques peó · f2 blanques peó · g2 blanques peó · h2 blanques peó | 1 |
|   | a | b | c | d | e | f | g | h |   |

En escacs, la formació eriçó, estructura eriçó, o simplement, l'eriçó (també coneguda com a Hedgehog), és una estructura de peons adoptada normalment pel negre, que pot derivar de diverses obertures. El negre canvia el seu peó de c5 pel peó blanc de d4 i llavors posa els seus peons en les caselles a6, b6, d6 i e6. Aquests peons formen una barrera d'espines darrere de la qual el negre desenvolupa les seves forces. Típicament, els alfils es col·loquen a b7 i e7, els cavalls a d7 i f6, la dama a c7 i les torres a c8 i e8 o d8 (la torre de d8 serveix per defensar el peó de d6 i suporta la ruptura a d5, mentre es permet el cavall de f6 accedir a e8 si calgués defensar el peó de d6). Tot i que la posició negra està restringida, té una gran energia latent, que pot ser alliberada pel negre si pot arribar a jugar ...b5 o ...d5 en algun moment. Aquests punts de ruptura són particularment efectius perquè el blanc normalment posa els seus propis peons a c4 i e4 (l'anell de Maróczy).
Un cop que l'estructura eriçó bàsica està col·locada i depenent de com reaccioni el blanc, el negre té diverses maneres de reorganitzar les seves peces. El cavall de d7 sovint salta a c5, des d'on ataca un peó blanc a e4, o bé a e5, des d'on ataca el peó blanc de c4. El cavall de f6 pot anar a e8 per defensar el peó de d6, o d7 o fins i tot a h5, si aquestes caselles no estan ocupades. La dama negra pot situar-se a b8 (desemmascarant la torre de c8 i tal vegada suportant b5) o a a8 (apuntant a d5). Alguns cops, el negre juga Af8, g6 i Ag7 (o més simplement Af6, si el cavall de f6 s'ha mogut) per exercir alguna influència sobre d4, mentre el mateix alfil també pot ser portat via d8 a c7 per apuntar el flanc de rei blanc (en conjunció amb la dama de b8). També hi ha situacions on el negre pot crear un atac al flanc de rei jugant Rh8-Tg8-g5, sovint seguit de doblar torres a la columna g posant el peó de g a g4.
Les estratègies tradicionals dels escacs haurien reprovat la configuració del negre, ja que les seves peces tenen poc espai per maniobrar. En la primera part dels anys 1970, el terme "eriçó" era un terme genèric per a qualsevol configuració que fos restringida, defensiva i difícil d'atacar, però actualment es refereix específicament a aquesta formació. L'eriçó va ser analitzat intensivament els anys 1970, quan els jugadors van començar a apreciar la rica varietat d'idees estratègiques que afloraven a partir d'ell. Tot i que la posició del negre és molt restringida, també està relativament lliure de debilitats. No hi ha cap camí obvi per al blanc per atacar l'estructura de peons negra, mentre que, en canvi, les negres tenen diversos mètodes a la seva disposició per crear contrajoc. Així, l'eriçó ha mantingut la seva popularitat com a sistema de desenvolupament en la praxi moderna.
Les idees que suporten l'eriçó van ser desenvolupades originalment a partir de l'obertura anglesa. La defensa eriçó en particular es refereix a una variant de l'obertura anglesa simètrica (1.c4 c5) en què el negre adopta aquesta configuració: 1.c4 c5 2.Cf3 Cf6 3.g3 b6 4.Ag2 Ab7 5. CC3 e6 6.0-0 Ae7 7.d4 cxd4 8.Dxd4 d6. Altres obertures on el negre sovint utilitza aquesta formació són la defensa índia de dama i les variants Kan i Taimànov de la defensa siciliana.
També és possible pel blanc d'adoptar una configuració eriçó, però això passa rarament. En seria un exemple Fischer - Andersson, Siegen 1970, una de les primeres partides caracteritzada amb aquest mètode de desenvolupament. La victòria aclaparadora de Bobby Fischer en aquesta partida, en la qual el mètode d'atac Rh1/Tg1/g4 va ser vistosament demostrat, va impressionar tant n'Ulf Andersson que aquest posteriorment es convertiria en un dels majors exponents de l'eriçó.